# Ameyugo
Ameyugo è un comune spagnolo di 113 abitanti situato nella comunità autonoma di Castiglia e León nella comarca di Ebro.